# エバーグリーンプロジェクト
株式会社エバーグリーンプロジェクトは、かつて存在していた日本の企業である。

## 沿革
- 1997年3月:会社設立（資本金400万円）
- 1997年4月:増資（資本金460万円）
- 1997年5月:コンピュータ事業部開設
- 1997年6月:飲食事業部開設
- 1998年1月:増資（資本金490万円）
- 1998年7月:増資（資本金1000万円）及び株式会社に組織変更
- 1998年11月:東京支社 「K3CGスタジオ」開設
- 2000年4月:増資（資本金2300万円）
- 2001年4月:シルバーアクセサリー事業部（Wild Strawberry）開設
- 2002年10月:“Wild Strawberry”Stormy　フラッグタワー店　出店
- 2003年1月:“Wild Strawberry”マルイワン新宿　出店
- 2003年4月:“Wild Strawberry”B&G広島店・B&G天神店　出店
- 2017年6月:東京地裁から破産開始決定を受ける[1][2]。
- 2017年11月:法人格消滅。

## 手掛けていた事業

### コンピュータ事業部
- 各種写真撮影（写真・映像）
- 雑誌等印刷物デザイン及び製作
- 音楽CDジャケットデザイン及び製作
- 音楽PV制作・TV番組制作
- CG製作
- インターネット ホームページデザイン・製作・管理
- ポスター・パンフレット他各種デザイン
- CD-ROM製作
- スタジオレンタル

### シルバーアクセサリー事業部
- オリジナルシルバーアクセサリー「Wild Strawberry（ワイルドストロベリー）」製作・プロデュース